# Fly Gangwon
Fly Gangwon (coreano: 플라이강원 ) era una compagnia aerea low-cost sudcoreana fondata nel 2016 e che aveva iniziato le operazioni il 22 novembre 2019 con un volo da Yangyang a Jeju. Aveva sede nella provincia di Yangyang. Era una delle nove compagnie aeree low cost sudcoreane che rappresentavano il 55% del traffico aereo del paese.
Il 19 maggio 2023 la compagnia aerea ha cessato tutte le operazioni di volo e ha presentato istanza di fallimento.

## Storia
Nel 2019 il governo sudcoreano ha autorizzato il lancio di tre compagnie aeree low cost (Aero_K, Air Premia e Fly Gangwon), che soddisfacevano le condizioni imposte dal governo, ovvero almeno 13,5 milioni di dollari di capitale, le competenze di i gestori, la composizione della flotta e la capacità di assumere piloti e personale di cabina. Queste tre nuove compagnie sono entrate a competere nel mercato sudcoreano dei vettori low cost già molto saturo, con altre sei compagnie aeree (Jeju Air, Jin Air, Air Busan, T'way Air, Eastar Jet e Air Seoul).
Fly Gangwon aveva sede nel piccolo aeroporto di Yangyang (a nord-est del paese) e prevedeva di lanciare 25 rotte tra cui destinazioni in Cina, Giappone e Filippine. Per quanto riguarda la flotta, prevedeva di raggiungere nove Boeing 737-800 entro il 2022. La prima destinazione internazionale, Taiwan, è stata inaugurata un mese dopo il suo primo volo.

## Flotta
Durante la sua storia operativa, Fly Gangwon ha operato con un Airbus A330-200 e cinque Boeing 737-800.